# Lübberstorf
Lübberstorf ist eine Gemeinde im Osten des Landkreises Nordwestmecklenburg in Mecklenburg-Vorpommern. Die Gemeinde wird vom Amt Neukloster-Warin mit Sitz in der Stadt Neukloster verwaltet.

## Geografie
Das Gemeindegebiet Lübberstorfs grenzt direkt an den Landkreis Rostock und gehört zum äußersten Nordwesten der Sternberger Seenplatte. Die in der Nähe des Neuklostersees liegende Gemeinde ist ca. 23 km von der Hansestadt Wismar entfernt.
Der Großteil der Gemeinde liegt im Naturpark Sternberger Seenland. Die in der letzten Eiszeit geformte Landschaft ist reich an Seen und Wäldern. Der Ort Neumühle, idyllisch im Wald an einem Bach gelegen, ist ein Erholungsort mit mehreren Wochenendhäusern.
Zu Lübberstorf gehören die Ortsteile Lüdersdorf und Neumühle.

## Geschichte
Im Jahre 1235 tauchten die Orte Lübberstorf (als Lutbrechtisthorp) und Lüdersdorf (als Luderesthorp) in einem Zehntvertrag des Klosters Sonnenkamp auf. Die Namen der Orte lassen sich auf die Ortsgründer im Zuge der deutschen Ostexpansion zurückführen.
Lübberstorf gehörte wie das gesamte Amt Neukloster von 1648 bis 1803 zu Schweden.
Am 1. Juli 1950 wurde die bisher eigenständige Gemeinde Lüdersdorf eingegliedert.

## Politik

### Gemeindevertretung und Bürgermeister
Der Gemeinderat besteht (inkl. Bürgermeister) aus 6 Mitgliedern. Die Wahl zum Gemeinderat am 9. Juni 2024 hatte folgende Ergebnisse:
Wahlbeteiligung: 86,87 %
Wahlberechtigte 198
Zahl der Wähler 172
Gültige Stimmen 507
Ungültige Stimmen 6
| Partei / Zählergemeinschaften / Bewerber | Prozent | Sitze |
| ---------------------------------------- | ------- | ----- |
| GW Fröhlich                              | 54,22   | 1     |
| GW Wendt                                 | 47,59   | 1     |
| SPD Graf                                 | 35,54   | 1     |
| GW Assmann                               | 33,13   | 1     |
| Einzelbewerber Krüger                    | 31,33   | 0     |
| Einzelbewerber Levetzow                  | 20,48   | 1     |

Bürgermeister der Gemeinde ist Ronny Krüger, er wurde in der Stichwahl von 23. Juni 2024 mit 50,68 % der Stimmen gewählt. Die Wahlbeteiligung lag bei 77,78 %, das Mandat als Gemeindemitglied hat Ronny Krüger niedergelegt, um das Mandat als Bürgermeister annehmen zu können. Sein Sitz im Gemeinderat bleibt somit bis 2029 unbesetzt.

### Wappen, Flagge, Dienstsiegel
Die Gemeinde verfügt über kein amtlich genehmigtes Hoheitszeichen, weder Wappen noch Flagge. Als Dienstsiegel wird das kleine Landessiegel mit dem Wappenbild des Landesteils Mecklenburg geführt. Es zeigt einen hersehenden Stierkopf mit abgerissenem Halsfell und Krone und der Umschrift „GEMEINDE LÜBBERSTORF • LANDKREIS NORDWESTMECKLENBURG“.

## Wirtschaft und Infrastruktur
Lübberstorf entwickelte sich von einer rein landwirtschaftlich geprägten Gemeinde zu einer ländlichen Wohnsiedlung. Im Dorfwirtschaftsgebäude ist ein Gemeinderaum mit Tanzsaal sowie Klubräume, Vereinsräume und das Büro des Bürgermeisters untergebracht. Lübberstorf besitzt eine Freiwillige Feuerwehr, die derzeit aus Personalmangel nicht einsatzbereit gemeldet ist. Die Feuerwehr verfügt über ein eigenes Feuerwehrhaus sowie über ein Löschfahrzeug (TSF-W) verfügt.
Die landwirtschaftlichen Nutzflächen werden überwiegend von der Landboden Glasin bewirtschaftet. Daneben gibt es in Lübberstorf eine Bautischlerei, ein Transportunternehmen und einen Forstartikel-Betrieb. Einige Einwohner vermieten in der Saison Zimmer an Touristen.

## Verkehrsanbindung
Die Gemeinde liegt an der Verbindungsstraße zwischen den Städten Neukloster und Bützow.
Neun km nordwestlich gelangt man über die Anschlussstelle Neukloster auf die Bundesautobahn 20. Die nächsten Bahnhöfe befinden sich in Bützow, Ventschow und Blankenberg.